# 久光製藥

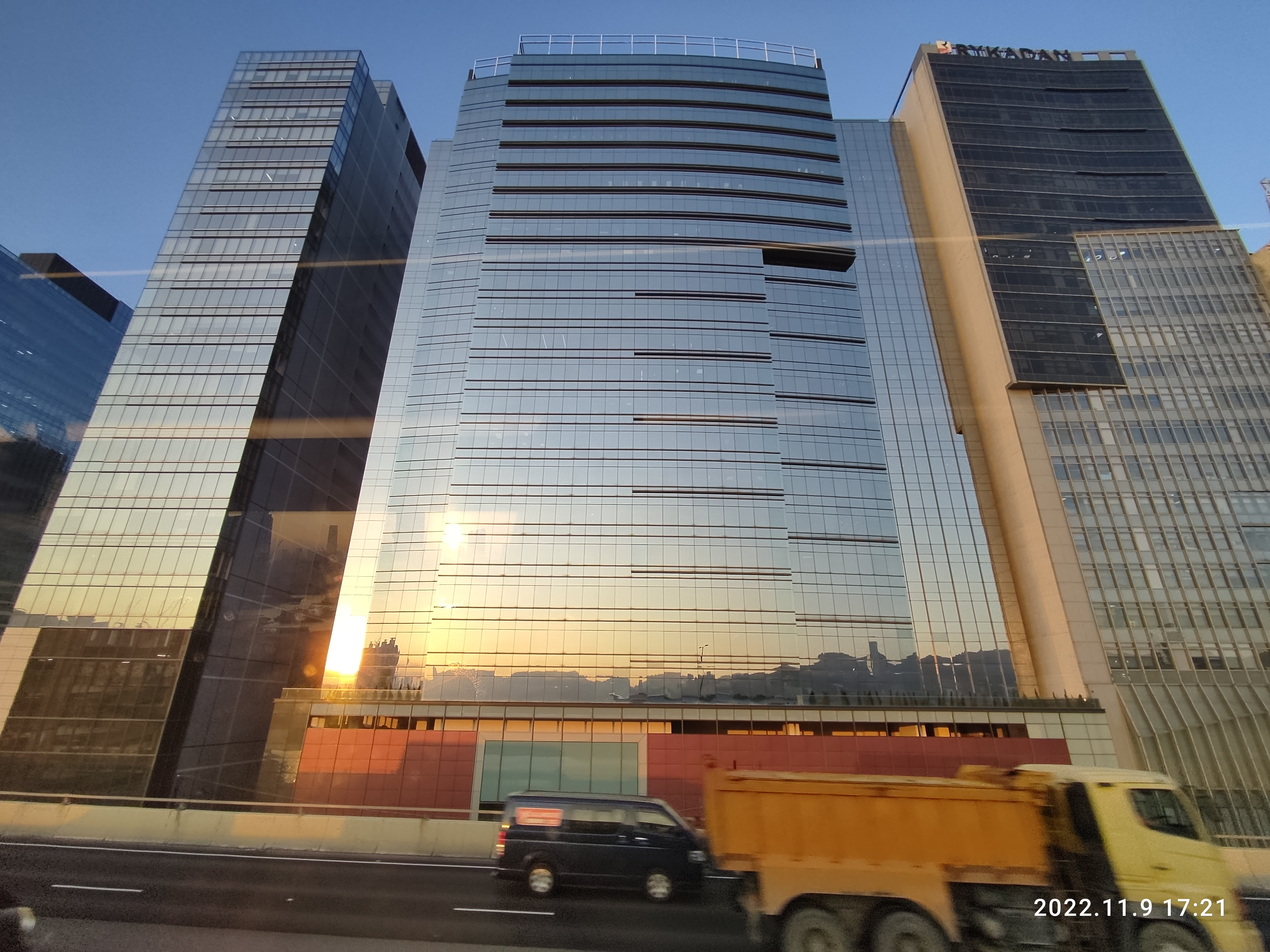
久光製藥（香港）辦事處位於香港九龍觀塘海濱道萬兆豐中心（圖中建築）

久光製藥株式會社（日語：久光製薬株式会社），是一家日本的製藥公司，總部位於佐賀縣鳥栖市及東京都。該公司的代表產品是撒隆巴斯（日語：サロンパス）酸痛貼布。在總部所在的鳥栖市與栃木縣宇都宮市各設有一座生產工廠，於日本國內雇用1,400名以上的員工。

## 历史
創辦人久光仁平於1847年（弘化4年）成立小松屋，做為田代賣藥的一家供應商，當時製造一款稱為「奇神丹」的藥丸，1871年（明治4年）更名為久光常英堂。久光仁平於1877年逝世後，他的長子久光與市繼承了家業，其後與市的三子中富三郎也繼承了家業，1903年（明治36年）改制為久光兄弟合名會社。1907年開賣「朝日萬金膏」，改良後的貼布於1934年改以「撒隆巴斯」為名開始販售。1944年以久光兄弟合名會社為中心公司化成立三養基製藥株式會社。1962年在東京證券交易所第二部及福岡證券交易所股票掛牌上市。1965年4月公司更為現名。
2015年2月董事長中冨博隆長子中冨一榮由副社長晉升社長。
2019年，久光製藥博物館竣工。
2021年8月16日名誉會長的中冨博隆（1966年入社，2015年2月由社長就任有代表權的董事長，2020年7月獲名譽會長職位）老衰死亡，享壽84歲。

## 外部連結
- （日語）久光製藥官方網站*（页面存档备份，存于）
- Noven Pharmaceuticals, Inc. （页面存档备份，存于）